# Мийналанйоки
Мийналанйоки (Миноланйоки, Петкя) (фин. Miinalanjoki) — река в России, протекает в Республике Карелия. Впадает в Ладожское озеро в 1 км западнее деревни Микли. Длина реки составляет 16 км, площадь водосборного бассейна 230 км².

## Физико-географическая характеристика
Река берёт начало из озера Пайкъярви на высоте 39,6 м над уровнем моря.
- В 6,8 км от устья, по левому берегу реки впадает река Ниванйоки.

В посёлке Метсямикли на месте старой финской ГЭС расположен водопад-каскад «Кривая труба» общей высотой падения 8 м.

## Фотографии
|  |  |

## Данные водного реестра
По данным государственного водного реестра России относится к Балтийскому бассейновому округу, водохозяйственный участок реки — Водные объекты бассейна оз. Ладожское без рр. Волхов, Свирь и Сясь, речной подбассейн реки — Нева и реки бассейна Ладожского озера (без подбассейна Свирь и Волхов, российская часть бассейнов). Относится к речному бассейну реки Нева (включая бассейны рек Онежского и Ладожского озера).
Код объекта в государственном водном реестре — 01040300212102000010764.